# 佐野圭司
佐野 圭司（さの けいじ、1920年6月30日 - 2011年1月6日）は、日本の医学者。東京大学名誉教授。

## 概要
専門は脳神経外科学。医学博士。東京大学脳神経外科初代教授。東京大学名誉教授。日本脳神経財団理事長。東京脳神経センター所長。
厚生省（現厚生労働省）に働きかけ、1965年、医療法第70条に診療科名として脳神経外科が加わる。以来、全国の大学、病院に脳神経外科が新設され、脳神経外科の発展に寄与する。

## 略歴
- 1920年6月30日、静岡県富士郡大宮町（現富士宮市）にて出生。
- 1945年9月、東京大学医学部卒業、第一外科（大槻菊男教授、1948年より清水健太郎教授）に入局。
- 1951年、医学博士
- 1956年、東京大学講師
- 1957年、東京大学助教授
- 1962年 - 1981年、東京大学教授（1962年、外科学第三講座教授。1963年に脳神経外科学講座に改称され、以降脳神経外科学講座教授。）
- 1981年、東京大学名誉教授
- 1981年、帝京大学医学部脳神経外科教授
- 1981年、財団法人日本脳神経財団理事長
- 2006年、東京脳神経センター所長
- 2011年1月6日、肺炎のため死去[1]。90歳没。

## 学会活動・受賞歴等
- 1955年、日本脳神経外科学会会長
- 1956年、日本定位脳手術研究会会長
- 1967年 - 1971年、アジア* オーストラリア州脳神経外科学会会長
- 1971年、同総会会長（1971年以後、同終身名誉会長）
- 1969年 - 1973年、世界脳神経外科学会連盟(WFNS:World Federation of Neurosurgical Societies) 会長（1973年以降、同終身名誉会長）
- 1973年、第5回国際脳神経外科学会会長
- 1972年、International Society of Psychiatric Surgery名誉会長
- 1974年、脳卒中の外科研究会会長
- 1975年 - 1979年、日本交通科学協議会会長
- 1978年 - 1983年、日本脳神経CT研究会会長
- 1980年 - 1981年、下垂体腫瘍Workshop会長
- 1980年、第3回Wilder Penfield（ワイルダー* ペンフィールド）Memorial Conference会長
- 1981年、第4回日本脳神経外傷研究会会長
- 1981年、第1回日本脳神経外科コングレス会長
- 1981年、The United States-Japan Conference on Brain Tumor Therapy会長
- 1982年、Honored Guest, the Congress of Neurological Surgeons

（この時、アンドロメダ座のRA1h43m20sd33′28"という星を“Keiji Sano”と命名する名誉を受ける。）
- 1985年 - 1986年、Academia Eurasiana Neurochirurgica会長
- 1987年10月、第13期日本学術会議会員、脳研究連絡委員会委員長（第14期も継続）
- 1988年11月3日、紫綬褒章を受章。
- 1990年6月、Degree of Doctor honoris causa（名誉学位）を受ける。(Universität des Saarlandes，Germany)

## 著書
- 『頭部外傷 頭部外傷とその後遺症』大日本製薬 ルシドリール叢書 1966
- 『脳腫瘍 その病理と臨床』医学書院 1972
- 『アトラス脳神経外科手術書』金原出版 1981

### 共編著
- 『臨床神経学』椿忠雄,五島雄一郎共編 医学書院 1966
- 『脳を守ろう』白木博次, 椿忠雄共著 岩波新書 1968
- 『小児脳神経外科学』桑原武夫共著 医学書院 1974
- 『頭部外傷診療のすべて』工藤達之,喜多村孝一共編 金原出版 1974
- 『脳神経手術管理法』半田肇共編 医学書院 1974
- 『外科学入門』共編集 文光堂 1980
- 『頭部外傷』編集企画 金原出版 1980
- 『集中治療医学講座 6 意識障害の評価方法』編 医学図書出版 1982
- 『医用フローサイトメトリーマニュアル』山本博昭共著 金原出版 1988
- 『脳腫瘍 その病理と臨床』第3版 淺井昭雄共著 医学書院 1998

### 翻訳
- ロバート・ワーテンベルグ『反射の検査』医学書院 1953
- ロバート・ワーテンベルグ『神経学的診察法』医歯薬出版 1956
- Gail E.Solomon, Fred Plum『てんかん診療の実際』監訳 医学書院 1978

## 脚註
1. ↑  佐野圭司氏死去 時事通信 2011年1月11日閲覧